# Культура народів Причорномор'я
«Культура народів Причорномор'я» — науковий журнал у галузі історії, філології, філософії, культурології, права, археології, економіки та географії.
З 1997 р. журнал є науковим фаховим виданням з географічних, економічних, історичних, філологічних, філософських наук та мистецтвознавства.
Журнал має міжнародні редакції у Болгарії, Греції, Ізраїлі, Німеччині, Польщі, Туреччині та інших державах.
Редакційну раду журналу очолює академік НАН України П. П. Толочко. До складу редакційної ради входять 40 академіків та докторів наук.
Журнал має 6 наукових розділів:
- Проблеми матеріальної культури
- Питання духовної культури
- Матеріали наукових конференцій
- Точка зору
- Рецензії
- Додаток[3]

Зміст журналу розкривається у національній реферативній базі даних «Україніка наукова» та в Українському реферативному журналі «Джерело».